# Bolla
O bolla (também chamado de bullar) é uma espécie de dragão da Albânia. Ele dorme durante o ano todo, só abrindo os olhos no dia de São Jorge quando sai vasculhando o mundo por uma vítima humana. Tão logo a aviste o incauto é devorado instantaneamente. O bolla, então, volta a dormir.
Ao fim de um ciclo de 12 anos, o bolla evolui para a forma de kulshedra.